# Welcome to My Nightmare (canción)
"Welcome to My Nightmare" es una canción de Alice Cooper, publicada como uno de los sencillos del álbum Welcome to My Nightmare. 
Escaló hasta la posición No. 45 en la lista de éxitos estadounidense Billboard Hot 100. La canción mezcla elementos de la música disco, el jazz, el hard rock y el funk. Cooper cantaría luego la canción en el Show de los Muppets. Fue incluida en el décimo lugar de la lista "Las 10 mejores canciones de Halloween" de AOL radio.
La guitarra acústica en la canción es tocada por Dick Wagner, el bajo por Tony Levin, el clarinete por Jozef Chirowski, la batería por Johnny "Bee" Badanjek y la guitarra eléctrica por Steve Hunter.

## Versiones
Ronnie James Dio, Steve Lukather, Bob Kulick, Phil Soussan, Randy Castillo y Paul Taylor grabaron la canción para el álbum tributo Humanary Stew: A Tribute to Alice Cooper.

## Créditos
- Alice Cooper - voz
- Dick Wagner - guitarra acústica
- Tony Levin - bajo
- Jozef Chirowski - clarinete
- Johnny "Bee" Badanjek - batería
- Steve Hunter - guitarra eléctrica